# Pellegrinisaurus
Pellegrinisaurus là một chi khủng long, được Salgado mô tả khoa học năm 1996.